# Boskiet

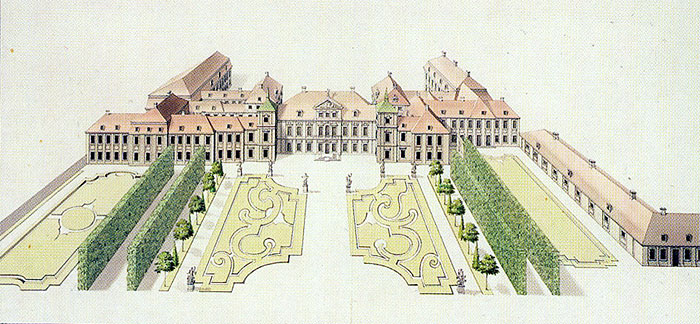
Ogród Saski w Warszawie. Dwie pary boskietów (zielone)

Boskiet – pojęcie związane głównie z założeniami ogrodowymi w stylu francuskim, w których stanowił podstawowy element obok parterów i gabinetów. W języku francuskim bosquet znaczy "gaik", "zagajnik", zaś samo słowo wywodzi się z włoskiego bosco oznaczającego grube lub stare drzewo. Na sztychach Tommaso Franciniego z 1614 r. przedstawiających ogrody zamku Fontainebleau są widoczne pierwsze boskiety.
Boskietem nazywano grupę minimalnie pięciu krzewów lub drzew jednego gatunku.
Taki zagajnik określano dawniej jako quincunx (od łacińskiego in quincuncem, oznaczającego drzewa owocowe zasadzone w skośne rzędy). Nazwa nie jest przypadkowa; boskiety rzeczywiście wywodzą się od renesansowych sadów (pochodzenia rzymskiego lub nawet perskiego), lokalizowanych na końcu ogrodu ozdobnego. Drzewa boskietu sadzono w rzędach, najczęściej po obu stronach drogi, na styl żołnierzy w szeregu, tworząc szpalery, aleje i większe formacje krzewiasto-drzewiaste. Boskiety dzieliły przestrzeń ogrodu na odrębne części, a ponadto dawały cień i możliwość wygodnej obserwacji nasłonecznionych parterów, służyły jako tło dla przedstawień, koncertów, widowisk lub innych zabaw. Ziemię wokół drzew boskietu pierwotnie pokrywano warstwą żwirku. Dopiero wynalezienie przez Buddinga mechanicznej kosiarki stworzyło w tym względzie dowolność i pozwoliło zachowywać także podłoże trawiaste. W miarę wzrostu korony drzew stykają się i zlewają, tworząc na różnej wysokości zwarte sklepienie. Drzewa posadzone na wzniesieniu (sztucznym wzgórzu) szczególnie dobrze ujawniały różne kolory jesiennego zabarwienia liści.
Część drzew przycinano z boków, pozwalając im na zwarcie koron na całej wysokości. Powstawały w ten sposób zielone ściany, dzięki czemu po ich minięciu przed obserwatorem roztaczał się zupełnie nowy, zaskakujący widok. Czasami ścinano nie tylko boki, ale i korony na kształt łuków i stożków, przez co uzyskiwano wrażenie skomplikowanych dachów tajemniczych budowli. Drzewa i krzewy sadzono wzdłuż linii labiryntu, pokoju lub innej figury, tworząc wejście w mało widocznym miejscu. Były to tzw. gabinety ogrodowe. Ze względu na to, że ich pełna użyteczność ujawniała się dopiero u dość sporych drzew, często wycinano je w boskietach i przez boskiety do nich przechodzono. Nie wszyscy dostrzegają w nich odrębną część ogrodu.
Z przeznaczeniem na boskiety sadzono głównie lipę drobnolistną, świerk zwyczajny, akację żółtą, berberys zwyczajny, głogi, klon tatarski oraz porzeczkę złotą.
Do dziś XVIII-wieczne boskiety zachowały się na Avenue des Champs-Élysées wokół Paryża, a w otoczeniu żwirowym można je zobaczyć w ogrodach Jardin des Tuileries oraz Jardin du Luxembourg.
Z początkiem XX wieku moda na boskiety powróciła. Ogrody Easton Lodge w hrabstwie Essex, zaprojektowane przez Harolda Peto, były angielską wersją boskietów francuskich. Angielskie zarośla tworzone były przez rodzime gatunki drzew. Towarzyszyły im koncentrycznie i promieniście ułożone ścieżki (w Easton Lodge). W USA boskiety nie były jeszcze wówczas znane; wprowadził je w latach 1969–1970 Charles A. Platt, wzdłuż Fifth Avenue przed Metropolitan Museum of Art. Współczesne boskiety obsadza się lipami, grabami oraz leszczyną.

## Galeria

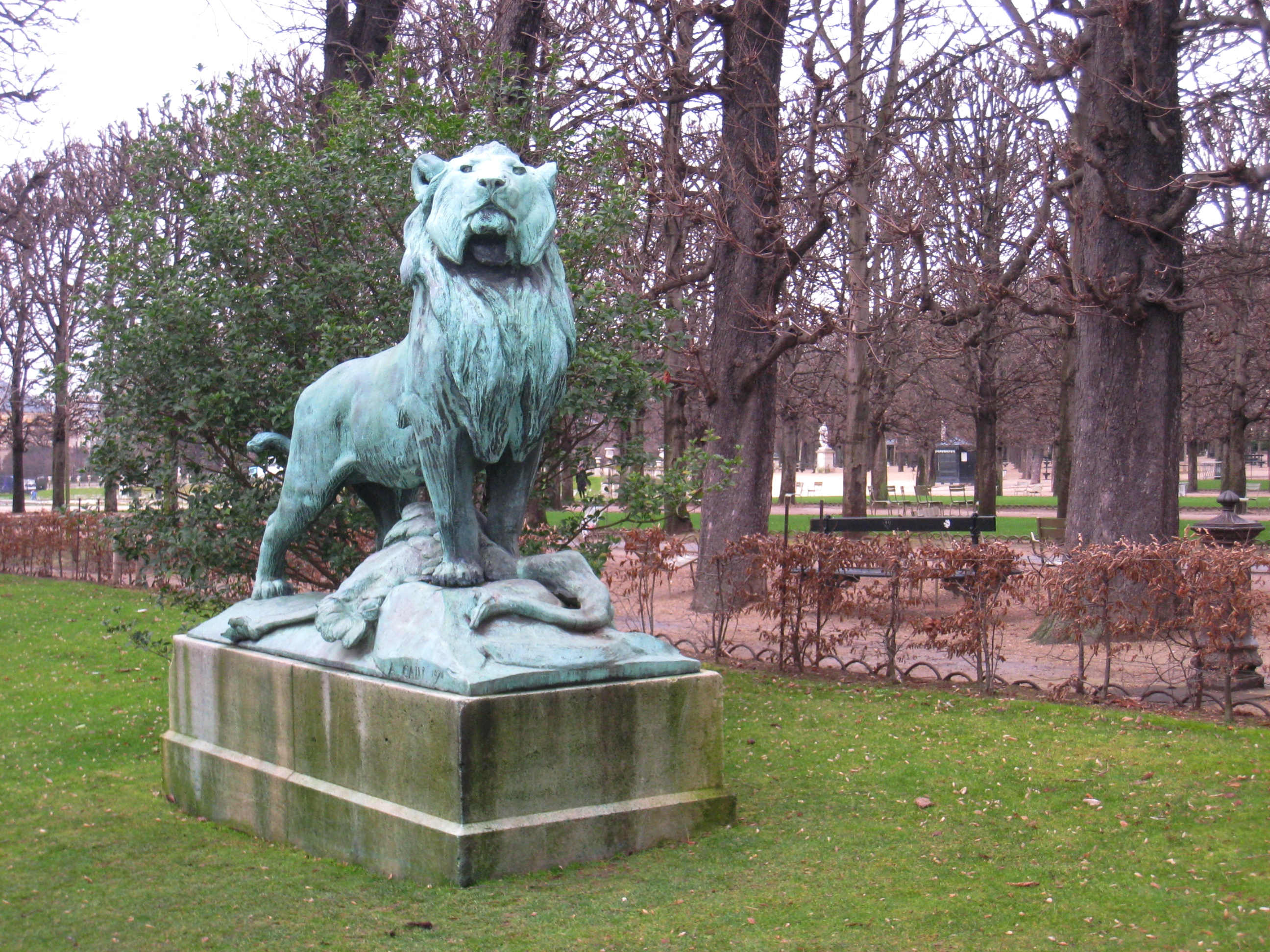
Pomnik na tle boskietu, Tuileries
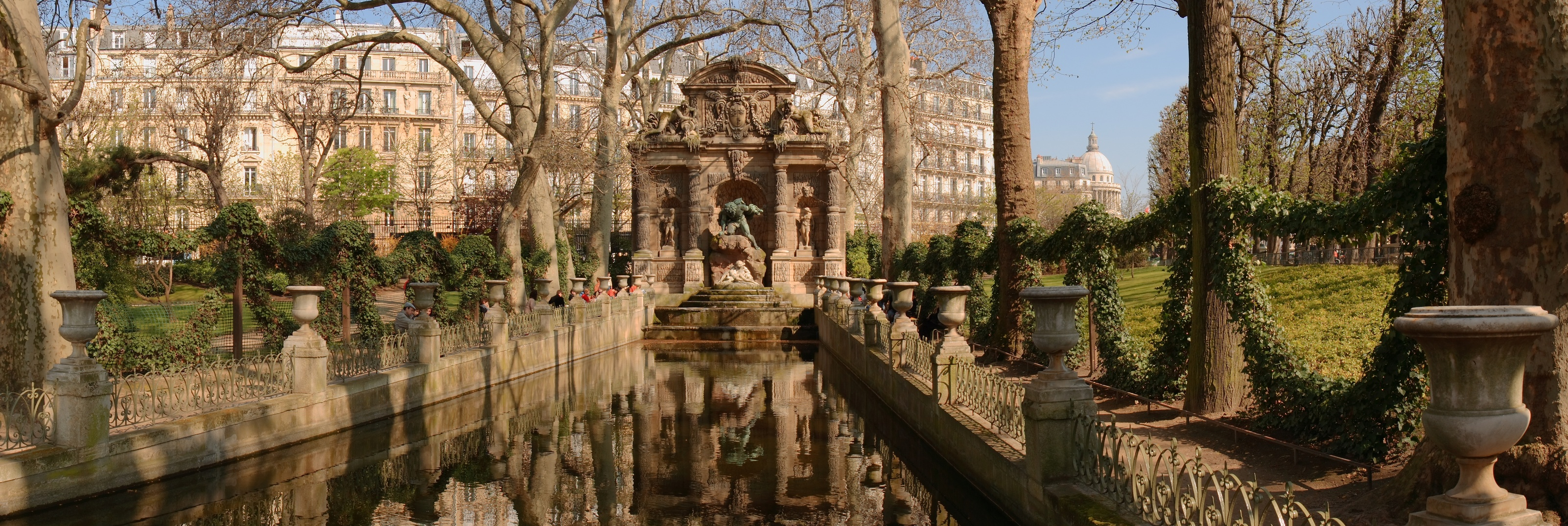
Boskiet w Jardin du Luxembourg
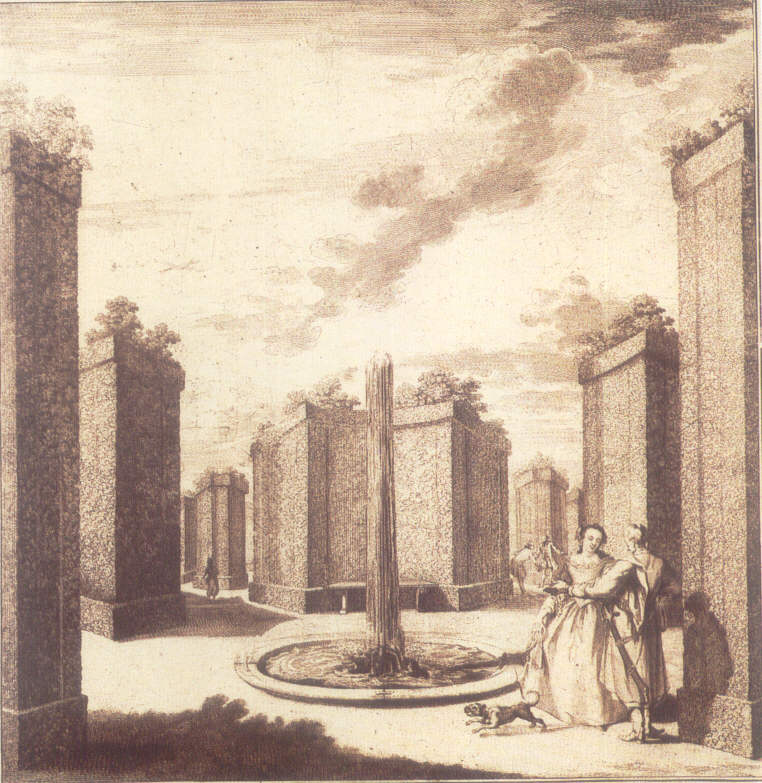
Boskiety Parku Branickich w Białymstoku
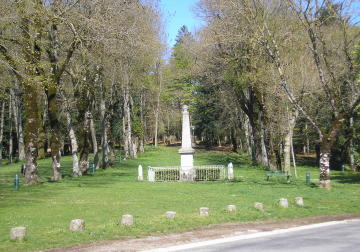
Boskiet wykonany przez André Le Nôtre z jemu poświęconym obeliskiem